# Sopron Rádió
A Sopron Rádió egy Sopronban fogható helyi kereskedelmi rádió volt. A helyi információk és a sporthírek sugárzását állította központba. 2006. végén indult, eredetileg Nap Rádió néven. Az adás Sopronban készült, az adóberendezés pedig a Dalos-hegyi adótornyon helyezkedik el. A stúdió a Liszt Ferenc Konferencia és Kulturális Központban, a Soproni Média Központ keretein belül volt. A rádió a 94,1 MHz-es URH frekvencián sugároz, melyen egykor az Ikva Rádió, Rádió Sopron, Sopron Rádió, Panoráma Rádió is sugárzott.
2017. június 6-án 21:52-kor végleg lekapcsolták a 94.1-en Sopron utolsó helyi rádióját, a Sopron Rádiót, amelynek helyét a budapesti Rádió 1 hálózati adás vette át, amely korábban napi 4 óra helyi tartalmat nyújtott. 2019 óta csak 2 órás helyi tartalmat sugároz.

## Műsorvezetői
- Czupy Laura
- Major Mihály
- Kóczán Bálint
- Balogh Zoltán
- Gróf István
- Fodor Attila